# Kinkala
Kinkala est una ville du Pool en République du Congo,. Sa population était de 23 413 habitants en 2023, date du dernier recensement officiel du pays,.
La ville, tout comme le département, a été profondément touchée par une succession de guerres civiles (1993-94, 1997-98, 2002-2003) entre d'une part les forces armées gouvernementales et alliées et d'autre part les Ninjas et Cocoyes (rebelles obéissant à Bernard Kolélas, puis au Pasteur Ntumi).
Aujourd'hui la population de Kinkala est estimée autour de 25 à 30 000 habitants.
La ville est reliée par la Nationale 1 (N1), une route jusqu'à Brazzaville. la route est nouvellement goudronnée, on compte entre 45 minutes et 1 heure pour se rendre en véhicule à la capitale.
La ville est fournie épisodiquement en électricité entre 18h et 23h par la Société nationale d'électricité (SNE). Le reste du temps, ses habitants doivent utiliser des générateurs personnels.
Kinkala est la ville d'André Matswa, initiateur d'un mouvement messianique qui prospéra après sa mort en déportation en 1942 au Tchad. Préconisant l'assimilation (puis l'autonomie à la veille de la Seconde Guerre mondiale), il fut l'objet de poursuites systématiques de certains groupes de pression coloniaux locaux après des troubles à Brazzaville. Sa statue orne la cité.
La ville abrite aussi le petit Musée Croix-Koma.